# Xian de Mohe
Le xian de Mohe (漠河县 ; pinyin : Mòhé Xiàn) est un district administratif de la province du Heilongjiang en Chine. Il est placé sous la juridiction de la préfecture de Daxing'anling.

## Démographie
La population du district était de 85 534 habitants en 1999.

## Climat
Mohe est caractérisé par des températures extrêmement froides huit mois sur douze.
En janvier 2023, la température descend à −53 degrés Celsius, niveau record pour la Chine.